# Цумали
Цумали (карат. ЦIумали) — село в Ахвахском районе Дагестана. Входит в сельское поселение Анчикский сельсовет.

## Географическое положение
Расположено на северном склоне безымянной горы в долине одного из притоков реки Ахвах, в 6 км к северо-западу от районного центра села Карата.

## Население
| 1926 | 1939 | 1970 | 1989 | 2002 | 2010 | 2021 |
| ---- | ---- | ---- | ---- | ---- | ---- | ---- |
| 43   | ↗133 | ↗152 | ↗427 | ↘107 | ↗195 | ↘141 |

Цумали - одно из каратинских сел в Ахвахском районе.